# Louis-Eugène Bion
Louis-Eugène Bion (nacido en París el 12 de abril de 1807, fallecido en Versalles el 21 de enero de 1860), fue un escultor francés. Fue alumno de Antoine Desbœuf y, tras obtener una mención en el concurso del Premio de Roma de la Academia de Bellas Artes francesa, se especializó en escultura religiosa.

## Trabajos más importantes

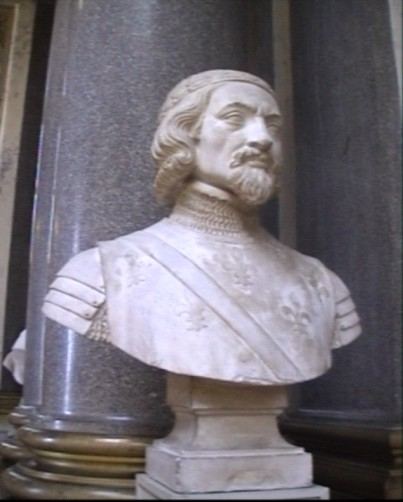
Pedro I, duque de Borbón, por Louis-Eugène Bion, Galería de las batallas en el Palacio de Versalles.

Entre las mejores y más conocidas obras de Louis-Eugène Bion se incluyen las siguientes:
- La poesía cristiana (del francés: La Poésie chrétienne)
- San Vicente de Paul
- Sagrada Familia  (del francés: Sainte Famille)
- San Juan Evangelista
- Púlpito (del francés: Chaire), Iglesia de Brou
- El papa Alejandro II dispensando el agua bendita (del francés: Le Pape Alexandre II distribuant de l'eau bénite), Iglesia de San Eustaquio (París)[1]
- Pedro I, duque de Borbón,busto en yeso, Galería de las batallas en el Palacio de Versalles.[2]